# Laghoualem
Laghoualem (en àrab الغوالم, al-Ḡwālm; en amazic ⵍⵖⵡⴰⵍⵎ) és una comuna rural de la província de Khémisset, a la regió de Rabat-Salé-Kenitra, al Marroc. Segons el cens de 2014 tenia una població total de 12.219 persones.